# Szkurinskaja
Szkurinskaja (ros. Шкуринская) – stanica w Rosji, w Kraju Krasnodarskim, w rejonie kuszczowskim. W 2021 liczyła 4382 mieszkańców.